# Mizuho (transport d'hydravions)
Pour les articles homonymes, voir Mizuho.
Le Mizuho (瑞穂) était un transport d'hydravions utilisé par la Marine impériale japonaise pendant la Seconde Guerre mondiale.
Le navire a été construit au chantier naval Kawasaki Shipbuilding à Kobe, au Japon. Sa quille fut posée le 1er mai 1937, il fut lancé le 16 mai 1938 et mis en service le 25 février 1939.
Il fut coulé par un sous-marin américain dans le Pacifique, en mai 1942.

## Conception et description
Le Mizuho était de conception similaire au Chitose, sauf qu'il ne disposait pas de pont d'envol et ses moteurs diesel étaient légèrement moins puissants que celui-ci. Sa capacité de transport se composait de 12 hydravions et 12 sous-marins de poche.

## Historique

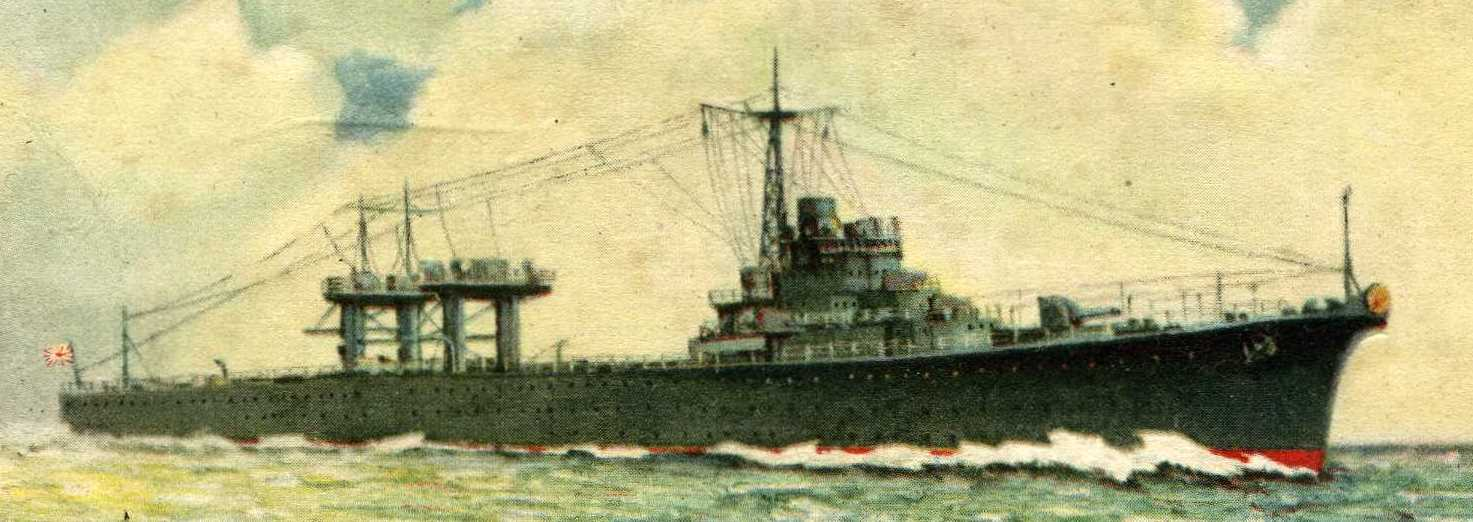
Peinture du Mizuho

Pendant la majeure partie de sa carrière, le Mizuho servit d'appui d'invasion, notamment lors de l’expansion nippone durant la Guerre du Pacifique. En décembre 1941, le navire prend part à sa première mission de guerre, la Fourth Surprise Attack Force (Bataille des Philippines), où les japonais débarquent 2 500 hommes de la 16e division à Legazpi, au sud de Luçon.
Le 1er mars 1942, des avions du Mizuho et du Chitose ont endommagé le destroyer américain USS Pope, qui a ensuite été coulé par des avions du porte-avions Ryūjō et des tirs des croiseurs lourds Ashigara et Myōkō.

### Naufrage
Le 1er mai 1942 à 23 h 3, le Mizuho est torpillé par le sous-marin américain USS Drum, à 40 milles marins (74 kilomètres) de Omaezaki, au Japon.
Le 2 mai à 3 heures du matin, l'équipage abandonne le navire qui finit par couler à 4 h 16 du matin à la position géographique 34° 26′ N, 138° 14′ E, emportant 101 marins. Le commandant Yuzuru Okuma et 471 survivants, dont 31 blessés, sont secourus peu après.